# Tetracentron sinense

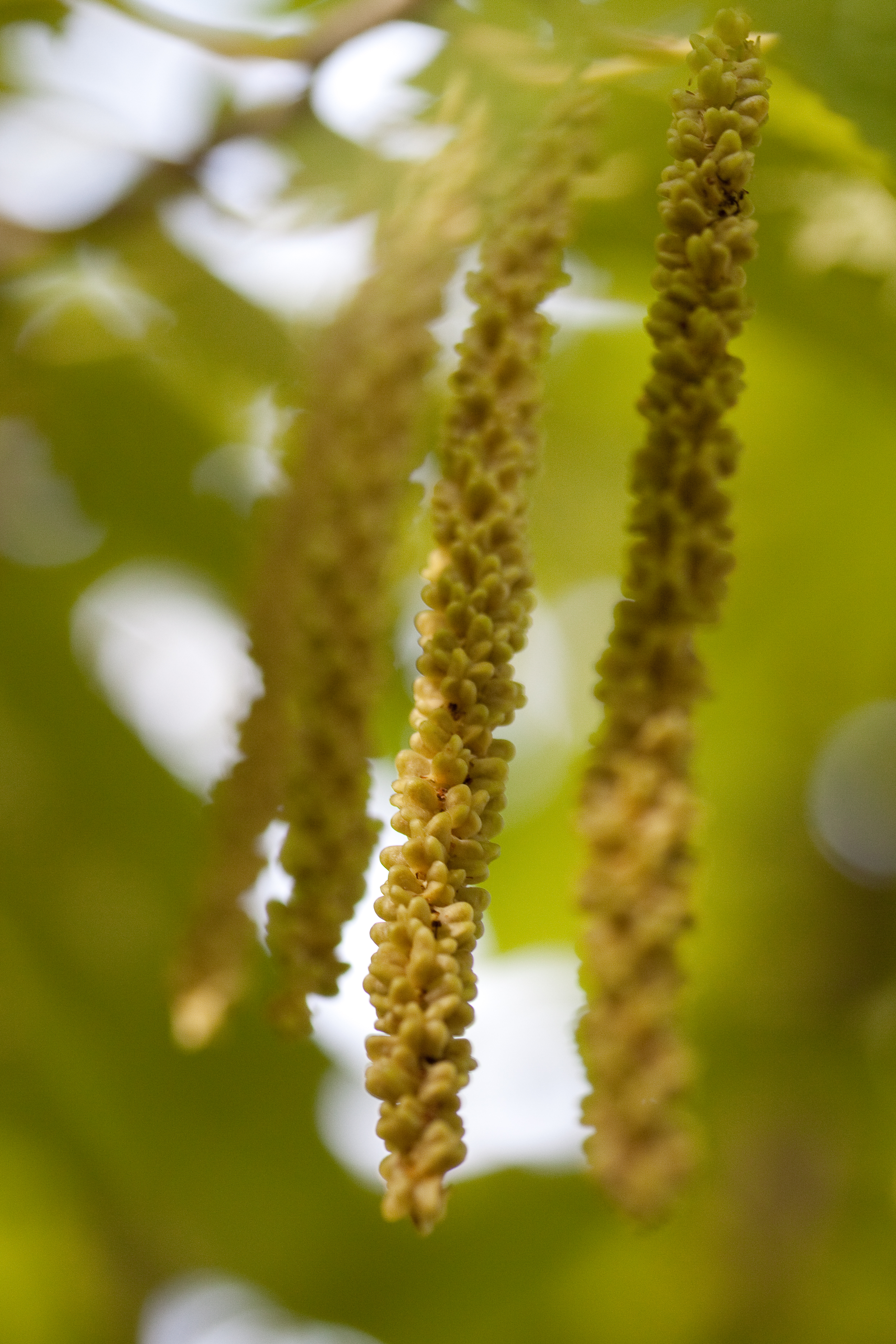
Detail květenství Tetracentron sinense

Tetracentron sinense je rozměrný opadavý strom, je jediný druh monotypického rodu Tetracentron z čeledi kolostromovité.

## Taxonomie
Rod Tetracentron byl původně zařazen do samostatné jednorodové čeledě Tetracentraceae. S příchodem taxonomického systému APG III byl s ohledem na blízkost k rodu Trochodendron přeřazen do společné čeledě Trochodendraceae.

## Rozšíření
Rozšířen je pouze v Asii a to v mírném až subtropickém pásu v Číně, na severu indického subkontinentu v Indii, Bhútánu, Nepálu a pak v Indočíně na severu Myanmaru a Vietnamu v oblastech u hranic s Čínou.
V minulosti byl tento strom pro své pevné dřevo s výraznou texturou velmi těžen, byl využíván ke stavebním i nábytkářským účelům. V současnosti zůstaly převážně jen rozptýlené zbytky rostoucí v horách, v nepřístupných roklích a na strmých kopcích, mnohdy přímo na skalách, roste ve smíšených lesích nebo i osamoceně. Nachází se hlavně v nadmořské výšce od 1000 do 3500 m n. m. v místech, kde je průměrná roční teplota od 7 do 17 °C a při ročních úhrnných srážkách 1000 až 1800 mm je relativní vlhkost vzduchu okolo 85 %. Nejlépe prosperuje v propustné a vlhké kyselé půdě se 4,5 až 5,5 pH. Vyrůstá poměrně rychle a pro jeho zachování se např. v Číně uměle vysazuje ve školkách nebo přímo na lesních mýtinách. Roste v polostínu stejně jako na plném slunci, je mrazuvzdorný do -15 °C.

## Popis
Je to vysoký, opadavý strom pravidelného tvaru dorůstající do výše 10 až 40 m a mívající kmen o průměru 1, výjimečně i 1,5 m, šířka koruny dosahuje až 10 m. Kůra kmene i větví je hladká a má šedě hnědou barvu se světlými lenticelami. Má mohutné kořeny umožňující růst i v kamenité půdě. Terminální pupeny bývají z počátku zakryty palisty. Jednoduché listy dlouhé 5 až 15 cm a široké 3 až 12 cm se srdčitou bázi jsou nejčastěji střídavě dvouřadé, vyrůstají na dlouhých letorostech nebo krátkých terminálních víceletých větvích s jizvami po opadalých řapících, mívají palisty cca 1 cm dlouhé. Tvaru jsou vejčitého nebo srdčitého, na konci jsou zašpičatěle, jejich čepele vyrůstající na řapících dlouhých 2 až 4 cm jsou po okrajích hustě tupě vroubkované, mají dlanitě uspořádanou žilnatinu s 5 až 7 postranními žilkami. Ve dřevu stromu nejsou cévy, ale historicky původnější cévice, jev mezi vyššími dvouděložnými rostlinami vzácný.
Žlutavé květy seskupené ve svěšených jehnědovitých květenstvích vyrůstají při bázi listových řapíků na koncích krátkých větviček, tvoří mnohokvěté klasy dlouhé 7 až 15 cm obsahující 80 až 125 květů. Květy s maličkými listeny mající v průměru 1 až 2 mm, jsou oboupohlavné, bez korunních lístků, češule i květního lůžka. Mají 4 okrouhlé celistvé kališní lístky 1 až 1,5 mm veliké. V květu jsou 4 kuželovité nebo zploštělé plodné tyčinky o délkách 2 až 3 mm s drobnými prašníky otvírajícími se bočními štěrbinami a střídavě s nimi vyrůstají také 4, u báze srostlé šídlovité pestíky dlouhé 1,5 mm s bliznami na vnitřních stranách. Pylová zrna jsou slepená v jednu hrudku a klíčí 3 kolpátními nebo kolporátními aperturami. Spodní 4dílný semeník s nektarovými žlázkami na povrchu obsahuje 5 až 6 vajíček. Plodem je měchýřek dosahující velikosti do 5 cm a obsahující 4 až 6 hnědých křídlatých semen vřetenovitého tvaru 3 až 4 mm velkých s tenkou testou. Opylování zajišťuje převážně vítr. Chromozómové číslo: 2n = 48.

## Historie
Fosílie rodu Tetracentron byly nalezeny ve vykopávkách ve Ferry County ve státě Washington ve Spojených státech severoamerických a v okolí prehistorického jezera Okanagan Lake v Britské Kolumbii v Kanadě, kde jsou obsáhlé sedimenty z období eocénu, dále byla jeho pylová zrna pocházející z miocénu nalezena na Islandu. Z toho je patrno, že původní areál rozšíření tohoto prastarého rodu, stejně jako příbuzného rodu Trochodendron, byl téměř po celé severní polokouli a pravděpodobně v důsledku globálních změn počasí se zachoval pouze v části Asie.